# 巴伐利亚州厄廷根
巴伐利亚州厄廷根（德語：Oettingen in Bayern，官方拼写为，發音：[ˈœtɪŋən ʔɪn ˈbaɪɐn] ⓘ），通称厄廷根（德語：Oettingen），是德国巴伐利亚州施瓦本行政区多瑙-里斯县的城市，面积34.22平方千米，2023年12月31日人口为5,359人。

## 友好城市
- 義大利 巴戈利诺（2000年）
- 法國 罗什舒阿尔（2005年）